# Ingo Krüger (Maueropfer)

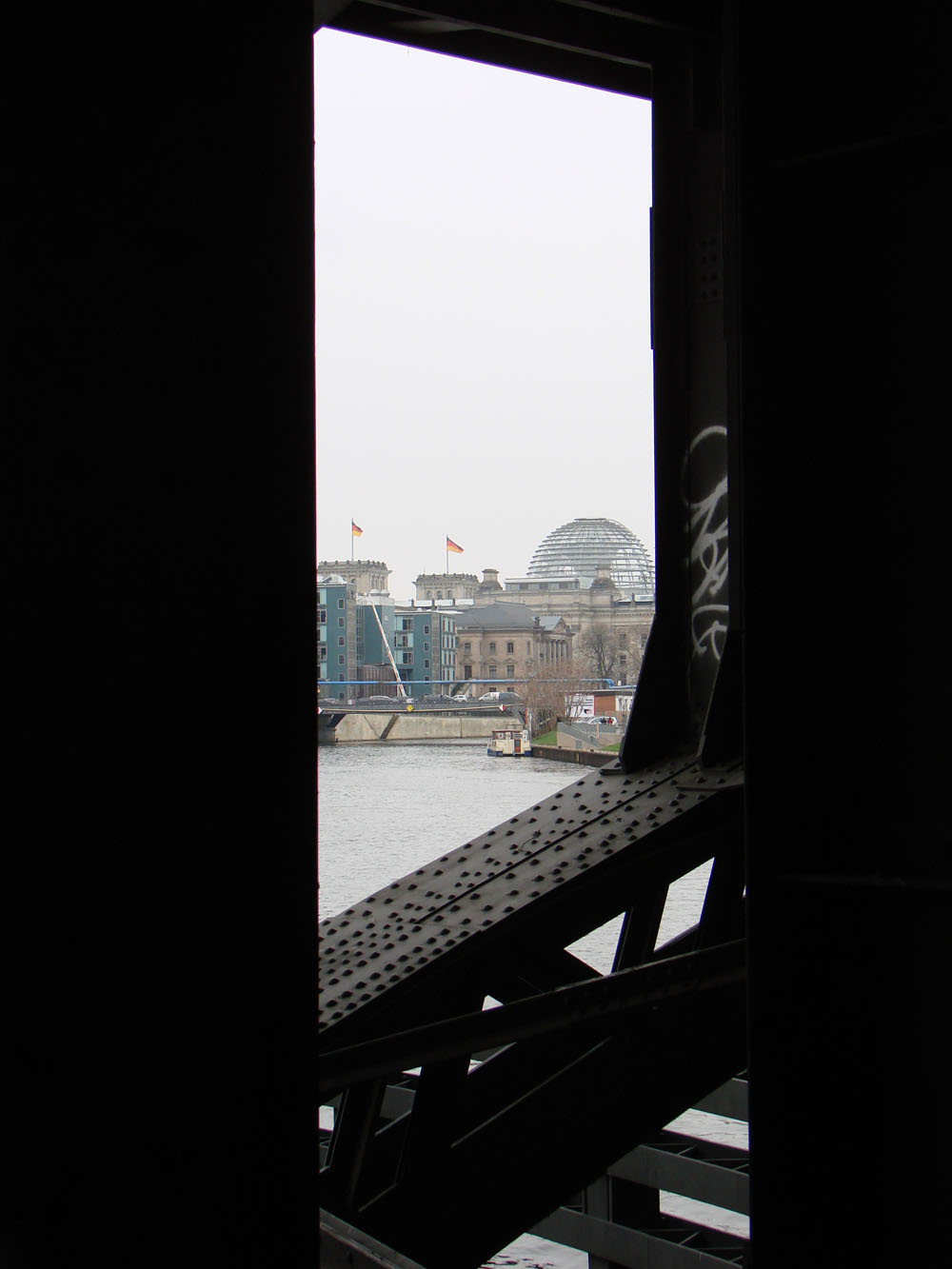
Unter der Brücke ging Ingo Krüger zu Wasser und wollte zum Reichstag tauchen

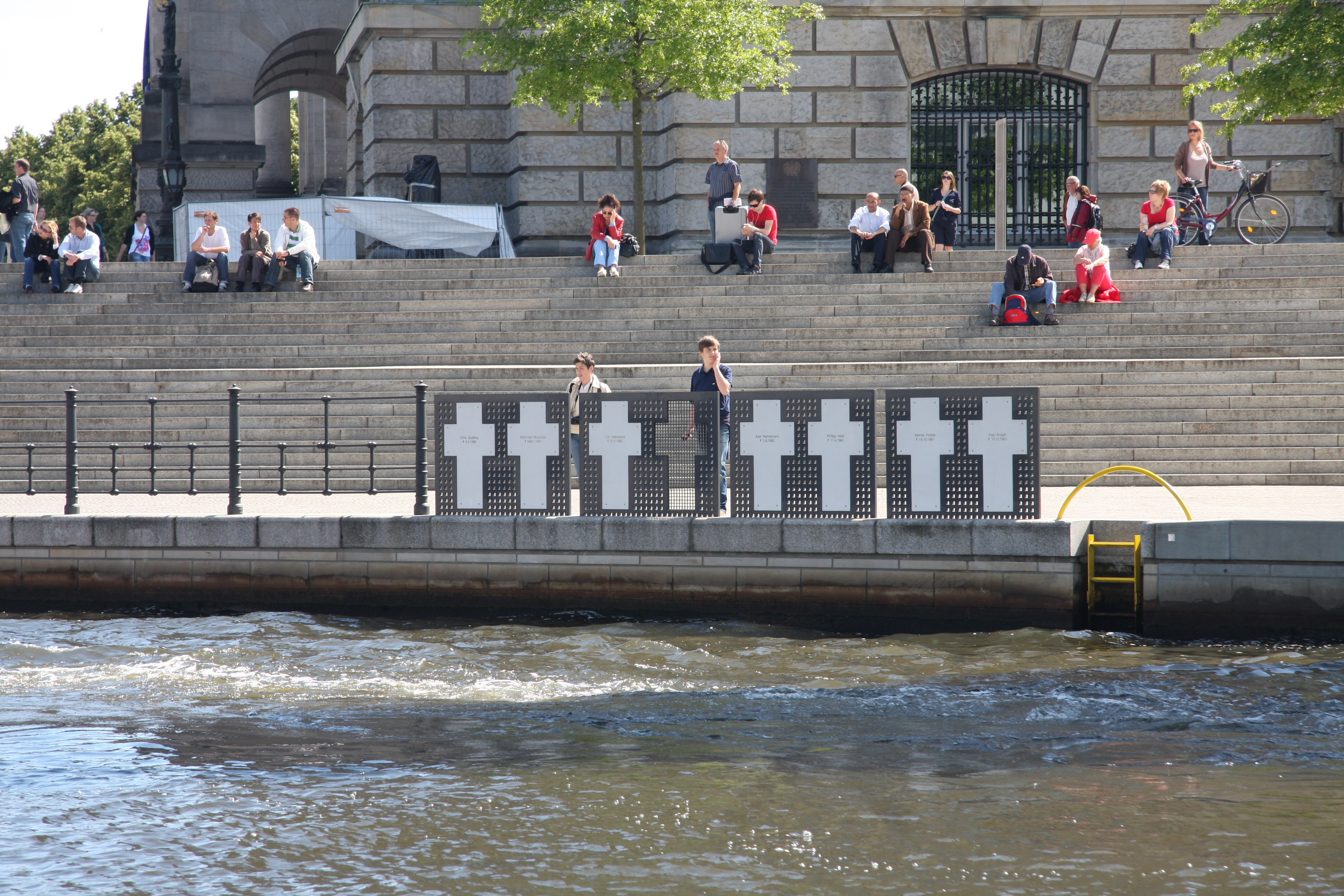
Die Uferseite der Gedenkstätte Weiße Kreuze. Ingo Krüger ist das erste Kreuz von rechts gewidmet

Ingo Krüger (* 31. Januar 1940 in Berlin; † 11. Dezember 1961 ebenda) war ein Todesopfer an der Berliner Mauer. Bei einem Versuch, aus der DDR zu fliehen, ertrank er in der Spree zwischen dem Bahnhof Friedrichstraße und der Marschallbrücke.

## Leben
Ingo Krüger wurde in Berlin-Dahlem geboren. Sein Vater fiel im Zweiten Weltkrieg. Nach der zweiten Hochzeit seiner Mutter, einer Volksrichterin, zogen sie in den Ost-Berliner Bezirk Treptow. Er machte nach der Schule eine Ausbildung zum Koch. Neben verwandtschaftlichen Kontakten unterhielt Ingo Krüger auch eine Liebesbeziehung nach West-Berlin zu seiner Verlobten Ingrid R. Diese Beziehung wurde von Spitzeln des MfS beobachtet, die eine Agententätigkeit vermuteten. Konfrontiert mit diesem Vorwurf, gab Ingo Krüger an, sich nach der Hochzeit in der DDR niederlassen zu wollen.
Durch den Bau der Mauer wurde Ingo Krüger im August 1961 von seiner Verlobten getrennt. Das Paar verabredete sich zu geheimen Treffen am Grenzzaun in den Randbezirken der Stadt. Die Grenze war noch nicht so ausgebaut wie der Todesstreifen in den 1980ern. Nachdem Ingo Krüger bei einem dieser Treffen von Grenzern verhaftet worden war, meldete sich Ingrid R. in Westdeutschland an, um so die Einreisebeschränkung nach Ost-Berlin, die für West-Berliner galt, zu umgehen. Ingo Krüger entschloss sich trotzdem zur Flucht, die er als Sporttaucher durch die Spree in der Nähe des Reichstagsgebäudes durchführen wollte. Bei den Fluchtvorbereitungen wurde er von Spitzeln observiert.
Mit einem Taxi fuhr er am Abend des 10. Dezember 1961 in Begleitung von zwei Freunden zum Schiffbauerdamm. Den Taucheranzug hatte er schon angezogen. Unterhalb der Brücke am Bahnhof Berlin Friedrichstraße stieg er mit seinem Atemgerät ins Wasser. Seine Verlobte wartete auf ihn und sah ein Boot des DDR-Zolls, das im Wasser suchte und Krügers Leiche aus dem Wasser zog. Untersuchungen des MfS stellten als Unfallursache einen Defekt des Atemgeräts und Ertrinken fest. Eine weitere Untersuchung nach dem Fall der Mauer nahm einen Kälteschock als Todesursache an.
Ein zur Spree gerichtetes Kreuz der Gedenkstätte Weiße Kreuze am Reichstagufer erinnert an Ingo Krüger.